# Eurybia sannio
Eurybia sannio är en fjärilsart som beskrevs av Hans Ferdinand Emil Julius Stichel 1916. Eurybia sannio ingår i släktet Eurybia och familjen Riodinidae. Inga underarter finns listade i Catalogue of Life.